# Sigara omani
Sigara omani är en insektsart som först beskrevs av Hungerford 1930.  Sigara omani ingår i släktet Sigara och familjen buksimmare. Inga underarter finns listade i Catalogue of Life.